# François Guérin (réalisateur)
Pour les articles homonymes, voir Guérin et François Guérin.
François Guérin est un réalisateur et assistant réalisateur français qui a travaillé en particulier sur la série Kaamelott.

## Filmographie

### Télévision

#### Réalisation
- 2004 : Domisiladoré (cinq épisodes)
- 2005 : Kaamelott (cent épisodes)
- 2009 : RIS police scientifique (quatre épisodes)
- 2011 : Camping Paradis (quatre épisodes)
- 2011 : Section de recherches (deux épisodes)
- 2012 : À votre service (mini-série)
- 2012 : Jeu de dames (six épisodes)
- 2014 et 2015 : Commissaire Magellan (deux épisodes)
- 2015 : Meurtres à l'île d'Yeu
- 2016 : Mallory
- 2017 : Les Mystères de l'île
- 2017 : Cassandre (série télévisée), épisode À contre-courant
- 2018 : Les Mystères de la basilique
- 2020 : Le Prix de la trahison
- 2024 : Monsieur Parizot (deux épisodes)

### Cinéma

#### Acteur
- 2011 : La Ligne droite de Régis Wargnier : Jean-Luc